# Iglesia de San Martín (Bezares)
La iglesia de San Martín es un templo católico ubicado en la localidad española de Bezares, en La Rioja.

## Descripción

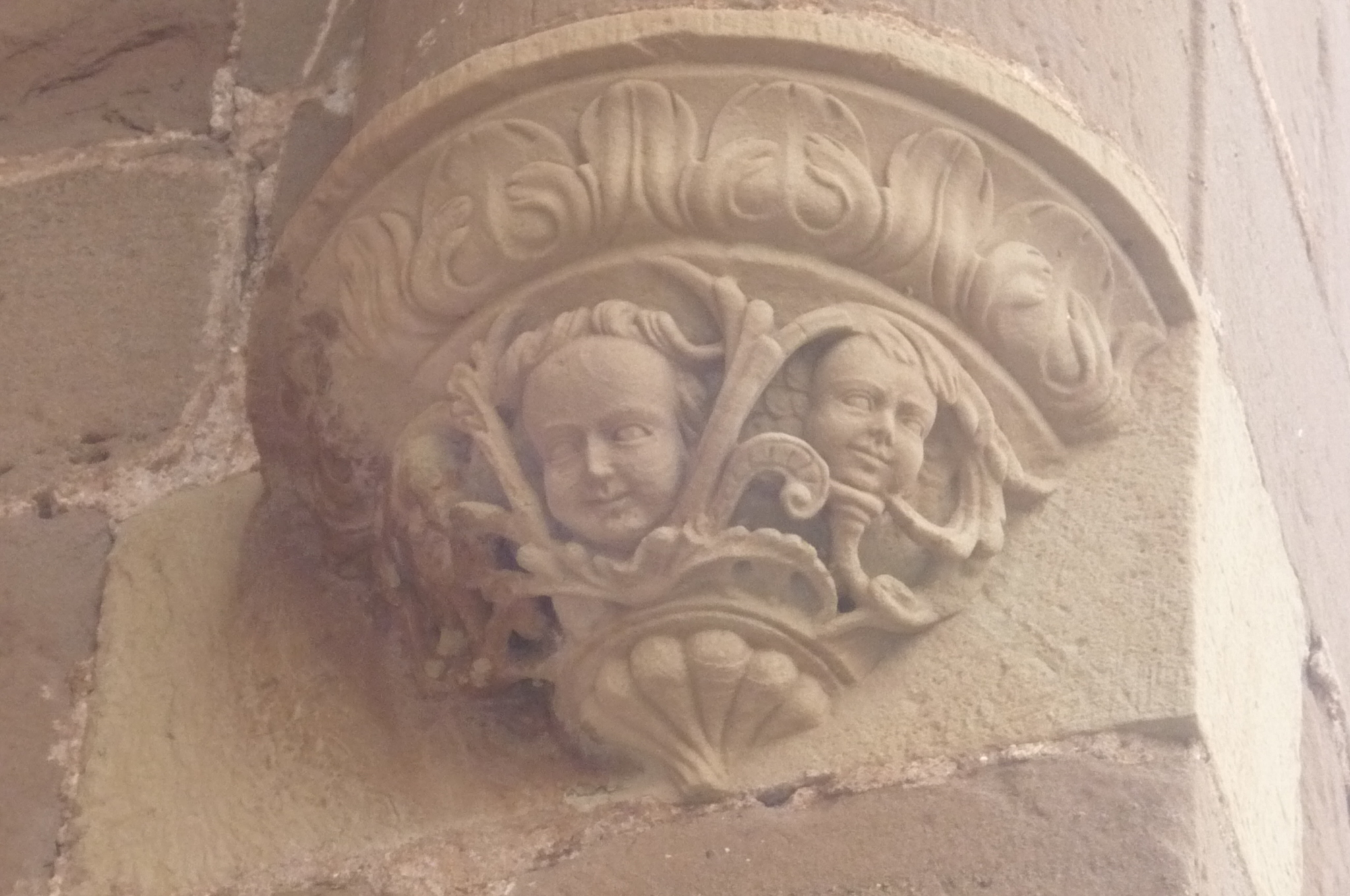
Detalle de la fachada

La iglesia se encuentra en la localidad riojana de Bezares.
Dedicada a san Martín, se trata de un notable ejemplar de arquitectura gótica-renacentista, construido en sillería. Fue obra de Martín Ibáñez Mucio y cuenta con tres naves de igual altura, de tres tramos y cabecera rectangular, con pilares octogonales y ménsulas que soportan arcos apuntados con terceletes en las naves laterales y cruceta simple en la nave central y cabecera.
Fue declarada monumento histórico-artístico, de carácter nacional, el 16 de noviembre de 1979, mediante un real decreto publicado el 18 de enero de 1980 en el Boletín Oficial del Estado. En la actualidad cuenta con el estatus de Bien de Interés Cultural.